# Birchwood (Cheshire)
Birchwood ist eine Gemeinde (civil parish) in der englischen Unitary Authority Warrington in der Region North West England. Im Jahr 2022 zählte sie 10.611 Einwohner. Birchwood ist ein östlicher Vorort von Warrington.